# Río Zeravshan
El río Zeravshán o Zarafshán (en tayiko, Зарафшон; un término procedente de la palabra persa زر افشان, que significa «rociador de oro») es un río de Asia central, un río menor y menos conocido que los dos ríos principales, el Amu Daria (u Oxus) y el Sir Daria (o Yaxartes), aunque es una de las fuentes más valiosas de irrigación de la región. Fue un afluente del Amu Daria, que debido a las numerosas tomas de agua en su curso, no llega al río más que de forma más esporádica. Tiene una longitud de  781 km y discurre por Tayikistán y Uzbekistán, drenando una cuenca de  17 700 km², similar a países como Kuwait y Fiyi. 
Su nombre persa hace referencia a la presencia de arena con restos de oro en la parte superior del río. Los antiguos griegos conocían este río como el Polytimetus. Más adelante también fue conocido como río Sughd.

## Descripción
Nace en las montañas del norte de Tayikistán, cerca de la frontera con Kirguistán, y adopta en su viaje por Tayikistán dirección este-oeste. Discurre por el fondo de un valle relativamente estrecho, encerrado entre las montañas Turquestán, al norte, y las montañas Zeravshán, al sur y dominado en ambos lados por altas cumbres y glaciares. Recibe las aguas por la margen izquierda del Daria Fan y luego del Kchtout. Poco después de la ciudad de Panjakent cruza la frontera de Uzbekistán. Continuando en su camino hacia el oeste-noroeste, llega pronto a Samarcanda y su gran oasis. Varios cientos de kilómetros al oeste, realiza un bucle amplio y gradual que conduce hacia el sudoeste. Luego baña el oasis de Bujará y continúa su viaje hasta que se pierde en las arenas del desierto, cerca de la frontera uzbeko-turkmena.
Hoy en día, un canal une su curso medio con el Amu Daria.

## Afluentes
En su curso superior en Tayikistán, el Zarafshán recibe las aguas del Fan-Daria, una importante vía fluvial que desemboca en la margen izquierda. El Fan-Daria está formado por la unión de dos ríos:
- El Yaghnob, con 116 km, que fluye de este a oeste entre las montañas Zeravshán, al norte, y las montañas Gissar, o Hissar, al sur.

- El Iskander-Daria, que llega desde el oeste y el sur.

El Kchtout es otro afluente de la margen izquierda en Tayikistán.

## Principales ciudades del curso
Las principales ciudades que bordea o atraviesa son: 
- en Tayikistán, Panjakent (33 000 hab. en 2000);

- en Uzbekistán: Samarcanda (596 300 hab. en 2008), Navoi (125 800 hab. en 2007) y Bujará (263 400 hab. en 2009);

## Hidrometría

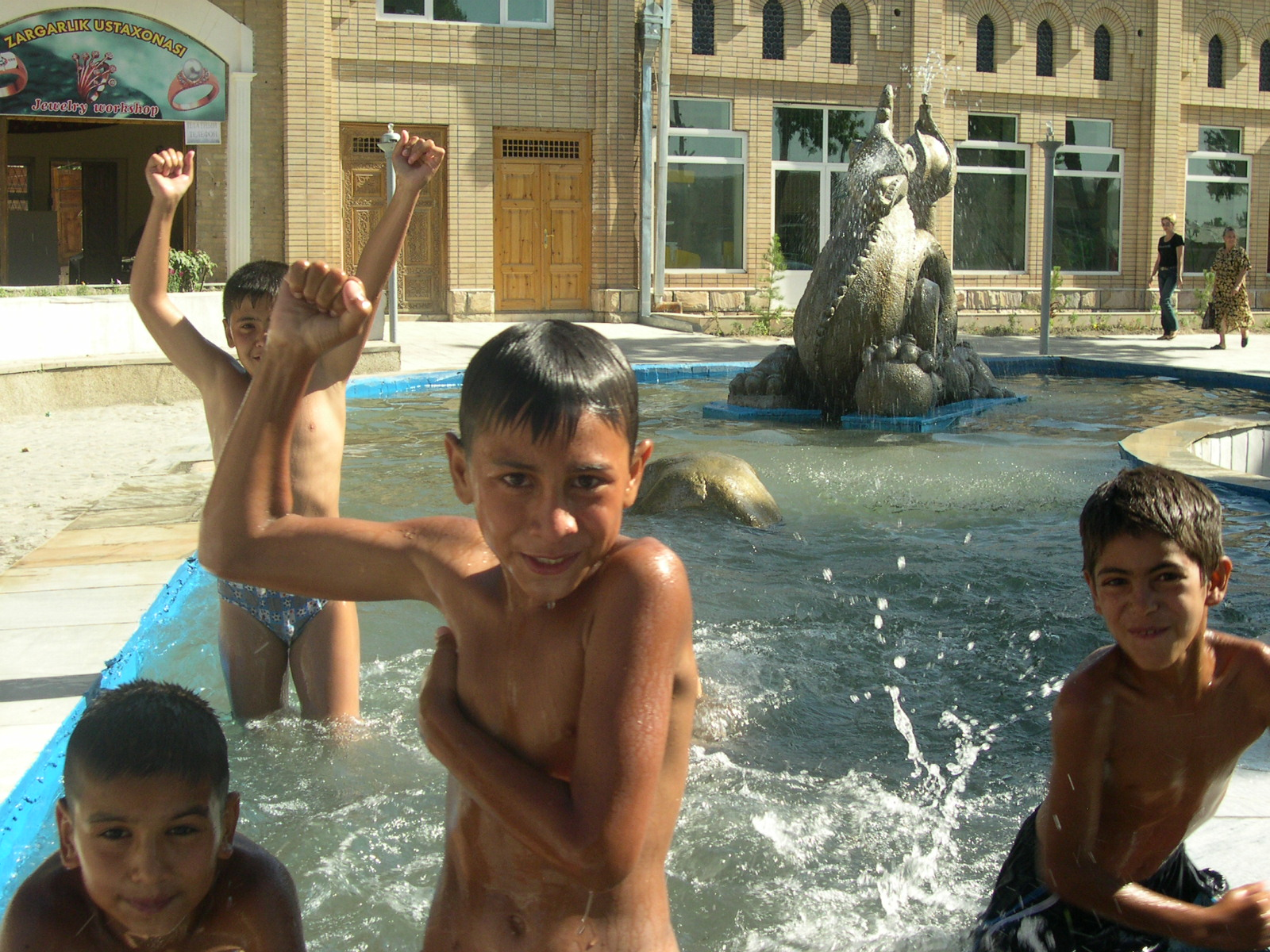
El agua del Zarafshán fluye en abundancia por Samarcanda, para el deleite de los jóvenes uzbekos.

El caudal del río ha sido observado durante 63 años (1932-1995) en Dupuli, una localidad de la provincia de Sughd cercana a Panjakent.
En Dupuli, el caudal medio anual o módulo observado durante ese período fue de 155 m³/s para una cuenca vertiente de 10 200 km². La lámina de agua en esta parte de la cuenca del río, con mucho, la más grande en términos de escorrentía, asciende a 479 mm/año, lo que puede considerarse elevada.
Caudales medios mensuales del río Zeravshán medidos en la estación hidrométrica de Dupuli 
(Datos calculados en un periodo de 63 años; en m³/s) 
Río alimentado principalmente por el derretimiento de los glaciares y las nieves, el Zarafshán es un curso de agua de régimen típicamente nivo-glacial que tiene dos estaciones bien diferenciadas.
Las aguas altas se dan desde finales de mayo hasta principios de septiembre, que corresponde a la fusión de la nieve y los glaciares en las altas montañas de la parte superior de la cuenca, en Tayikistán en primer lugar (montes Gissar y Turquestán). A partir de septiembre, el caudal del río baja rápidamente, lo que conduce al período de aguas bajas. Se extiende desde octubre hasta abril, con un mínimo en febrero-marzo. Pero el río conserva durante todo este periodo un caudal bastante sólido.
El caudal medio mensual observado en febrero-marzo (mínimo de estiaje) fue de 36,7 m³/s, o menos de la doceava parte del caudal medio en julio (460 m³/s), lo que refleja la amplitud relativamente grande de las variaciones estacionales. En el período de observación de 63 años, el flujo mínimo mensual fue de 26 m³/s (marzo), mientras que la tasa máxima mensual ascendió a 661 m³/s (julio).